# Астрагал меченосный
Астрага́л мечено́сный (лат. Astragalus xiphidioides) — вид двудольных растений рода Астрагал (Astragalus) семейства Бобовые (Fabaceae). Впервые описан ботаниками Йозефом Францем Фрейном и Паулем Синтенисом.

## Распространение, описание
Эндемик Туркменистана, распространённый в окрестностях городов Ашхабад, Туркменабат и Туркменбашы.
Многолетний кустарник с очерёдным листорасположением. Листья сложные, с перистым членением. Соцветие кистевидное; цветки с пятью лепестками, околоцветник зигоморфный. Плод — боб.
Число хромосом — 2n=16.

## Синонимы
Синонимичное название — Astragalus transhyrcanus Popov.